# 没入型デジタル環境

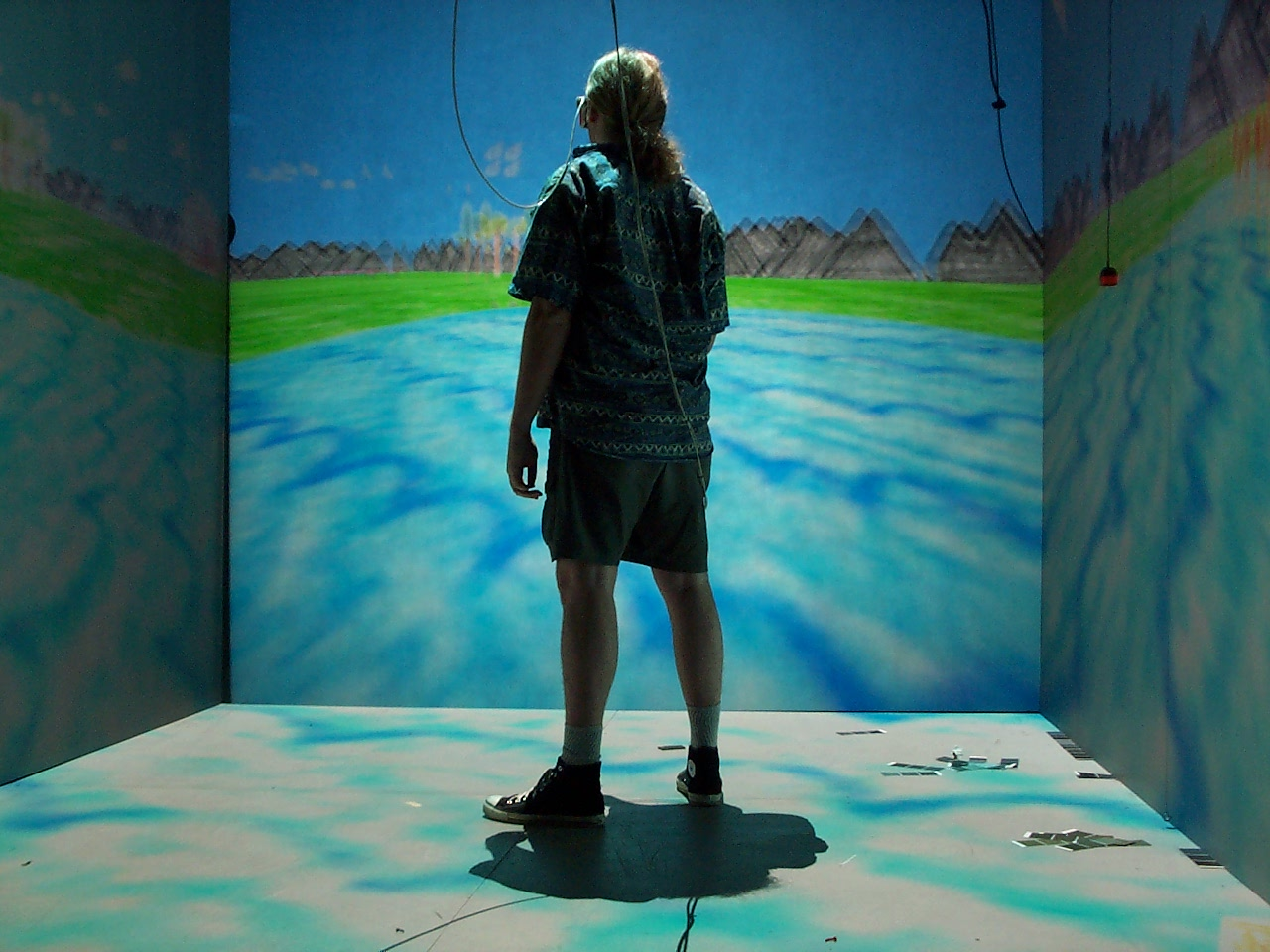
没入型デジタル環境の一例

没入型デジタル環境（ぼつにゅうがたデジタルかんきょう、英:immersive digital environment）とは、コンピュータが作る人工かつ対話型の光景あるいは「世界」であり、人間がその中に入ることができる。没入型インタフェースとも。
没入型デジタル環境はバーチャルリアリティとほぼ同義だが、現実（リアリティ）をシミュレートしているとは限らない。つまり、全く現実とはかけ離れた環境としてユーザインタフェースを構築したり抽象化することもあり、単にその中にユーザーが没入するという点が共通する。「没入」の定義は様々で、かつ変化するが、ここではユーザーが自身をシミュレートされた「宇宙」の一部であるように感じることとする。没入型デジタル環境は、3次元コンピュータグラフィックス、サラウンド音響、対話型ユーザー入力、単純さ、機能性、娯楽性など、様々な要素を必要とする。自然な風、座席の振動、自然な照明など、よりリアルな効果を与えるための研究開発が今も行われている。

## 歴史
マサチューセッツ工科大学のメディアラボが 1980年代に研究していた「メディアルーム」が源流とされ、1992年にイリノイ大学Electronic Visualization LaboratoryのThomas DeFanti達によってCave automatic virtual environment(CAVE)が開発された。
かつてヘッドマウントディスプレイ(HMD)は仮想現実の表示デバイスとしては適さないと評価された時期があり、1990年代から2000年代初頭にかけて、この種の投影型表示装置と液晶シャッタグラスを組み合わせて没入型デジタル環境を実現して仮想現実の研究の発展に貢献した時期があったものの、装置が大掛かりで設置するための空間や維持費がかかることもあり、近年では一部を除き、下火になりつつある。

## ヘッドマウントディスプレイと比較した場合の優劣

### 長所
- ヘッドマウントディスプレイ(HMD)を装着する仮想現実環境と比較して装着する装置はヘッドマウントディスプレイよりも軽量の液晶シャッタグラスとポヒマスと呼ばれる磁気式の位置センサであり、焦点移動の少ないヘッドマウントディスプレイよりも長時間の着用でも疲れにくいとされる。

### 短所
- 設備が大掛かりで設置や維持に多くの経費がかかる。
- 空間を占有するものの、1台の装置で1度に1人しか視点の移動を伴う仮想現実を体験できない。

## 例
- テレビゲーム（アーケードゲームやMMORPG）
- 訓練用シミュレーション（フライトシミュレーションやドライビングシミュレーター）
- プレーヤーを仮想デジタル環境に没入させるモーションシミュレータなどの娯楽環境。プレイヤーの音声や動きで操作できる。例えば、ルワンダの山岳に生息するマウンテンゴリラに会いに行くシミュレーション[2]、動脈と心臓を旅してコレステロールと健康の関係について楽しみながら学ぶシミュレーション[3]などがある[4]。
- Maurice Benayoun、Char Davies、StudioIMC、Jeffrey Shaw らのアートインスタレーション

## 議論
エピック・ゲームズ・ジャパンの今井翔太は、没入型デジタル環境は、その没入要素により新しいストーリー表現方法として発展しているという意見を紹介している。

## 主な没入型デジタル環境装置

### Cave automatic virtual environment
1992年にイリノイ大学Electronic Visualization LaboratoryのThomas DeFanti達が開発、その後の没入型デジタル環境装置の開発に影響を与えた。

### CABIN
CABIN(Computer Augmented Booth for Image Navigation) は正面、両側面、天井、床面の周囲5面を大型スクリーンで囲んだ装置で1997年に東京大学インテリジェント・モデリング・ラボラトリーに設置され、2012年まで、15年間にわたり運用された。当時はリアルタイムでの3D映像の作成のためにSGI Onyxを複数台使用した。

### COSMOS
COSMOS (COsmic Scale Multimedia Of Six-faces)は岐阜県各務原市の株式会社VRテクノセンターで運用される6面を大型スクリーンで囲んだ装置。岐阜県知事だった梶原拓の肝いりで計画が進められ、完成した当時、6面を表示できる装置は世界に2台しかなかった。

### π-CAVE
神戸ポートアイランドの京 (スーパーコンピュータ)に隣接する神戸大学統合研究拠点で運用される。データが投影されるスクリーン空間は3m（高さ）ｘ3m（奥行）ｘ7.8m（横幅）と、国内最大級のCAVE装置であり、クリスティ・デジタル・システムズが設計したVRソリューション『HoloStage（ホロステージ）』が採用されている。

## 読書案内
- aueki (2015年8月28日). “［CEDEC 2015］VRで“やってはいけないこと”とは？ Oculus VRが快適なVRコンテンツ制作に向けたテクニックを伝授”. 4Gamer.net (Aetas)